# Peter Bochskanl
Peter Bochskanl (* 7. April 1940 in Perchtoldsdorf, Groß-Wien) ist ein ehemaliger österreichischer Chefredakteur und Herausgeber.

## Leben
Peter Bochskanl studierte Zeitungswissenschaften und Germanistik. Nach seiner Tätigkeit als PR- und Werbemanager für die Österreich-Niederlassung des schwedischen Konzerns Atlas Copco war er von 1961 bis 1964 innenpolitischer Redakteur der Neuen Österreichischen Tageszeitung. Von 1964  bis 1980 war er zuerst Redakteur, dann Chefredakteur des ÖVP-Pressedienstes, hernach Leiter der Abteilung Öffentlichkeitsarbeit in der ÖVP-Bundesparteileitung und Bundespressesprecher der Österreichischen Volkspartei.
1980 gründete er gemeinsam mit dem Schriftsteller Jörg Mauthe, dem damaligen Wiener Vizebürgermeister Erhard Busek sowie den Journalisten Gerhard Wilflinger und David Axmann die intellektuelle Monatszeitschrift „Wiener Journal“, als deren Chefredakteur und zeitweiliger Herausgeber er bis zu deren Einstellung im Jahr 2000 fungierte. Seit 1992 war er Redaktionsmitglied der Wiener Zeitung. Ab 1997 war er stellvertretender Chefredakteur der Wiener Zeitung, von 2000 bis zu seiner Pensionierung im Jahr 2005 stand er ihr als Chefredakteur vor. Unter seiner Leitung wurde das Blatt sowohl in seinem Erscheinungsbild als auch inhaltlich maßgeblich umgestaltet und modernisiert.
Von 1993 bis 2014 war Peter Bochskanl Präsident des Presseclubs Concordia. Er war auch Mitglied des Aufsichtsrates der Literar-Mechana.

## Auszeichnungen
- 2005: Goldene Feder (verliehen vom Presseclub Concordia)[4]

## Publikationen (Auswahl)
- Jörg Mauthe. Sein Leben auf 33 Ebenen. Erinnerungen & Visionen. Edition Atelier, Wien 1994, ISBN 3-900379-94-7.
- mit Rudolf Bretschneider (Hrsg.): Mensch im Wort: Erhard Busek. Reden und Aufsätze. Edition Atelier, Wien 1994, ISBN 978-3-8530-8004-7.
- mit Thomas Chorherr: Rückblick in die Zukunft. In: Ilse Brandner-Radinger (Hrsg.): Was kommt, was bleibt. 150 Jahre Presseclub Concordia.  Facultas WUV, Wien 2009, ISBN 978-3-7089-0502-0, S. 77 ff.